# Maria Remei Hofmann i Roldós
Maria Remei Hofmann i Roldós, coneguda professionalment com a Mey Hofmann (Barcelona, Barcelonès, 11 de juny de 1946 - Barcelona, Barcelonès, 3 de maig de 2016) va ser una destacada cuinera catalana, que ha estat considerada com la cuinera pionera de l'hostaleria catalana.
Filla de Gerhard Hofmann, un enginyer alemany de Baden-Württemberg, i d'una catalana de l'Empordà que havia estat concertista de piano, va estudiar al Liceu francès de Barcelona, estudià hostaleria a Alemanya. Abans de ser cuinera, però, havia estudiat arquitectura d'interiors, ciències econòmiques i gemmologia. L'any 1983, al barri de la Ribera de Barcelona, obrí una escola d'hostaleria, que esdevingué pionera en la renovació i la difusió de la gastronomia catalana. Posteriorment obrí, també a Barcelona, el Restaurant Hofmann (1992) orientat a facilitar les pràctiques als alumnes de l'escola, la Pastisseria Hofmann (2008), l'Espai de degustació Hofmann (2012), el Racó Hofmann, dins del mateix restaurant (2014), la Taverna Hofmann (2014) i el Hofmann Bistrot (2016). També va col·laborar amb empreses del sector alimentari i amb la Universitat Autònoma de Barcelona.
Es va casar amb 20 anys, va tenir una filla i poc després es va divorciar. Ja divorciada, va obrir un negoci de joieria i començà a fer classes de cuina en un local d'articles d'hostaleria del barceloní carrer de Ferran, fins que, animada pels amics i familiars, fundà el 1983, al carrer Argenteria, la seva pròpia escola de cuina, per la qual han passat més de 2000 alumnes, i han sortit prestigiosos cuiners i reconeguts xefs que han acabat triomfant a tot el planeta. Entre els seus alumnes destaquen els germans bessons Sergio i Javier Torres (Dos Cielos), Jordi Esteve (Nectari), Arnau Bosch (Restaurant Can Bosch), el pastisser Josep Maria Rodríguez, Aitor Zabala. I entre els seus mestres tingué primeres figures de la gastronomia, com Juan María Arzak o Alain Ducasse.
Després d'haver superat anteriorment dos càncers, el maig del 2016, aquesta malaltia va acabar amb la seva vida, després de ser novament diagnosticada el gener d'aquest mateix any.

## Reconeixements
L'any 2004 el seu restaurant obtingué una estrella Michelin, i el 2016 l'Escola Hofmann rebé el Premi Especial de l'Acadèmia Catalana de Gastronomia i Nutrició.

## Publicacions[5]
- Fuego y pasión en la cocina
- Socorro tengo invitados
- Las recetas de Mey Hoffmann